# Jamal Salim
Jamal Salim (sinh ngày 27 tháng 5 năm 1995) là một cầu thủ bóng đá người Uganda, thi đấu cho Al-Merreikh ở Sudan.

## Sự nghiệp
Salim chơi bóng ở Uganda cho Express FC và Kampala Capital City Authority FC.
Anh có tên Jamal Salim, nhưng họ của anh là Magoola. Anh còn có thể được gọi là Jamal Magoola.
Anh được ký hợp đồng bởi Express FC sau giải Inter regions 2011, mà đội Central của anh vô địch. Năm 2012, anh học tại Đại học Kampala năm nhất theo ngành Quản lý tài nguyên con người và là một trong những ứng cử viên cho danh hiệu thủ môn xuất sắc nhất năm của Bell Super League. Anh ra mắt quốc tế cho Uganda ngày 10 tháng 7 năm 2012 trước Nam Sudan.